# トロッパウ会議
トロッパウ会議（トロッパウかいぎ、Congress of Troppau）は、1820年10月に両シチリア王国で起きた革命の鎮圧を議論するために開催された五国同盟の国際会議である。この会議により同年11月19日にトロッパウ議定書が署名された。

## 各国の代表
1820年10月20日、ロシア皇帝のアレクサンドル1世の要請によりオーストリア領シレジアのトロッパウ（現在のチェコ領オパヴァ）で5カ国の会議が召集された。ロシアのアレクサンドル1世とオーストリアのフランツ1世が自ら出席し、プロイセンはフリードリヒ・ヴィルヘルム3世が皇太子（後のフリードリヒ・ヴィルヘルム4世）と共に同席した。オーストリアのメッテルニヒ侯爵、ロシアのカポディストリアス伯爵、プロイセンのハルデンベルク侯爵などの外相が東方三国の実質的な代表として臨んだ。
イギリスは原則上、ナポリの革命党に対抗する列強の共同行動に反対したため全権を送らず、外相のカースルレー子爵の異母弟であり、オーストリア駐在大使のステュアート卿が代表として参加した。フランスもナポリ問題についてイギリスより留保的な立場であったにもかかわらず、全権を派遣しなかった（フランスの代表はオーストリア駐在大使のカラマン侯爵が務めた）。

## 展開
この会議の特徴は親密ながらも非公式な性格をしていることだった。会議初めの決定的な事実は「ジャコビニズムからこれ以上恐れることはない」というアレクサンドル1世の保証に対するメッテルニヒの確認であった。メッテルニヒは小さな旅館で3時間にわたってお茶会を楽しんでいた中、ロシア皇帝の告白と約束を聞いた。｢今日、私は1814年から1818年の間に私が言ったり行動したすべてのことを嘆きます···。あなた（メッテルニヒ）が私に望むことを言いなさい。私がそれをしてあげます。」
メッテルニヒがカースルレーを自分の見解通りに説得できなかったことは副次的に重要な問題となり、国内の憲法的な形式に縛られていたイギリスやフランスの意見を無視する方が安全だった。英仏両国の代表は決定ではなく報告する権限しかないという口実で一連の会議に参加することが排除され、11月8日にはオーストリア・ロシア・プロイセンが署名した予備議定書が作成された。

## トロッパウ議定書
トロッパウ議定書の主な宣言文は以下の通りである;
しかし、議定書に明示された原則に直ちに効力を付与しようとする列強の努力はなく、議定書が発表された後の12月17日に会議は散会した。ナポリ問題は翌1821年1月のライバッハ会議で再論することが決まった。
トロッパウ議定書はイギリスで困惑を引き起こした。イギリス政府は公式的に非難はしなかったが、議定書を文字通り解釈する場合にはロシアやオーストリアがアイルランドでの失政を名分にイギリスへ侵攻する資格があるという野党の主張に反論することは難しいということを認識した。ある野党議員は「われわれはコサックの群れがハイド・パークで宿営するのを見ることができるだろうか？」と問い詰めた。

## 各国代表の肖像

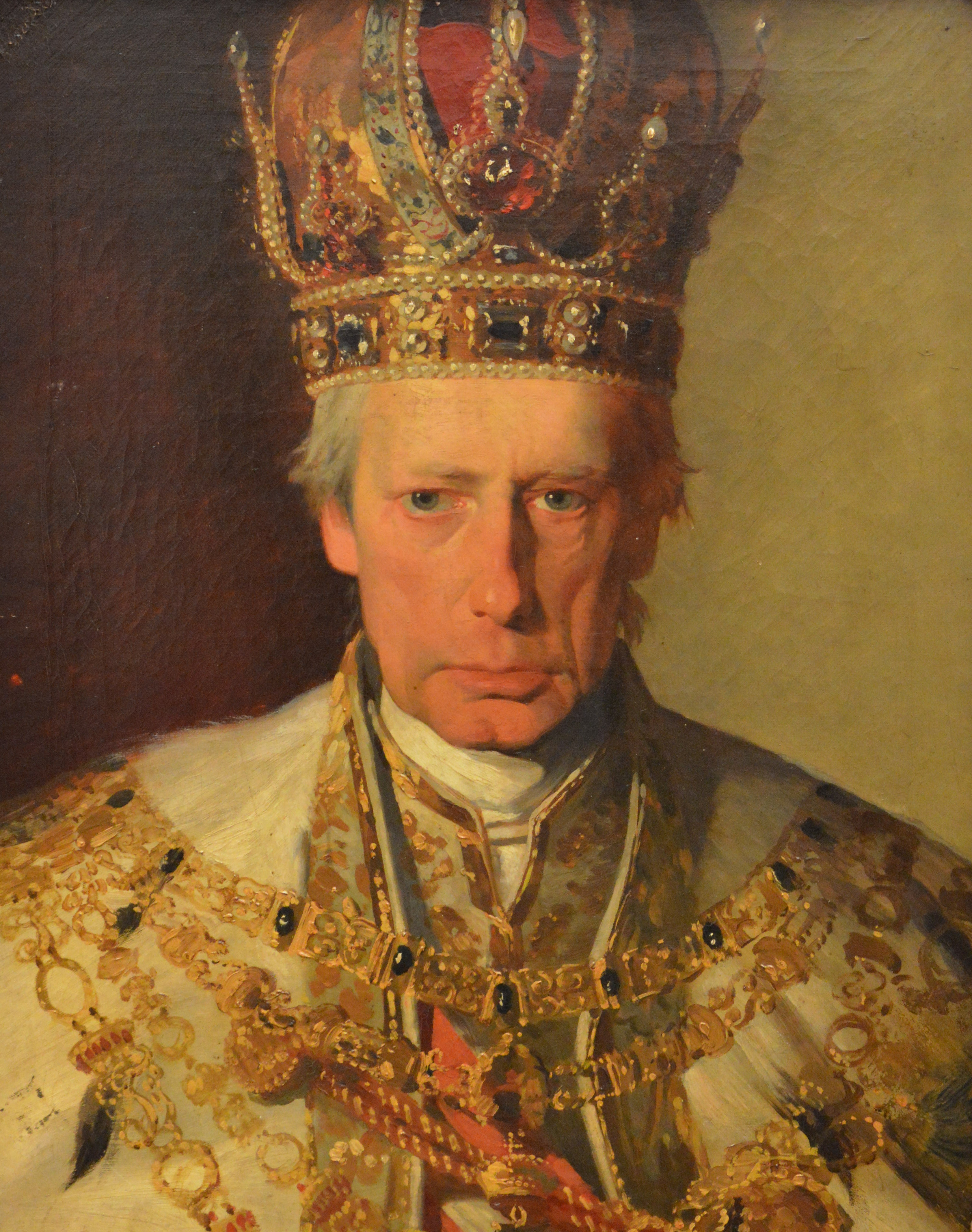
フランツ1世
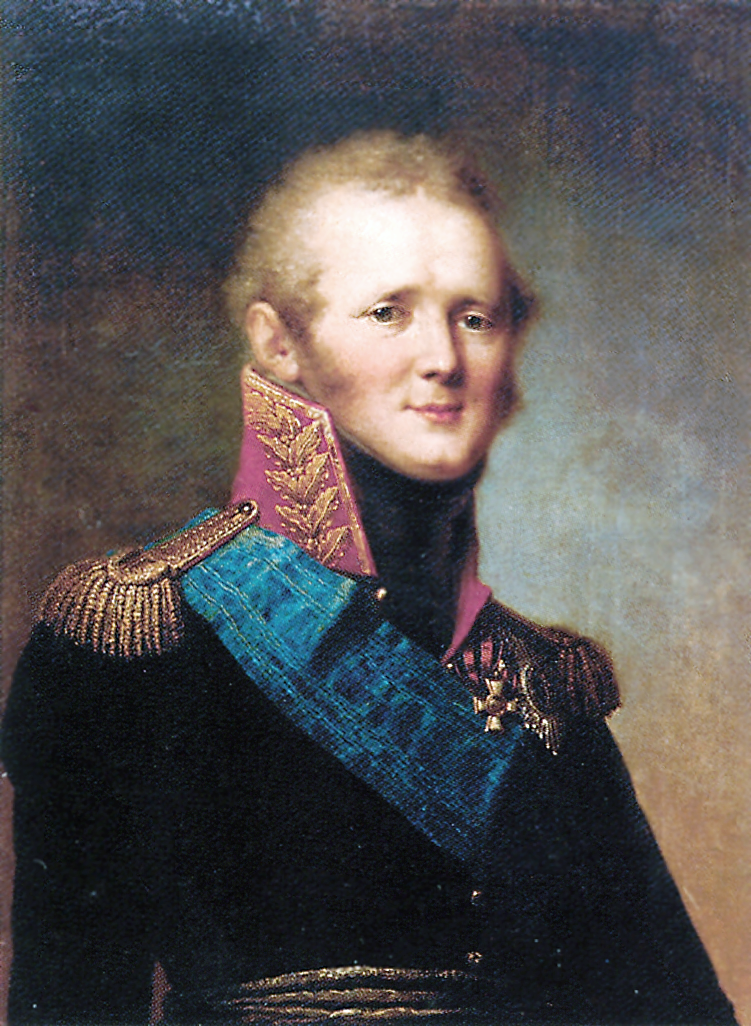
アレクサンドル1世
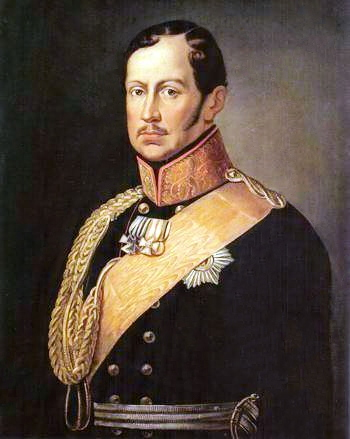
フリードリヒ・ウィルヘルム3世
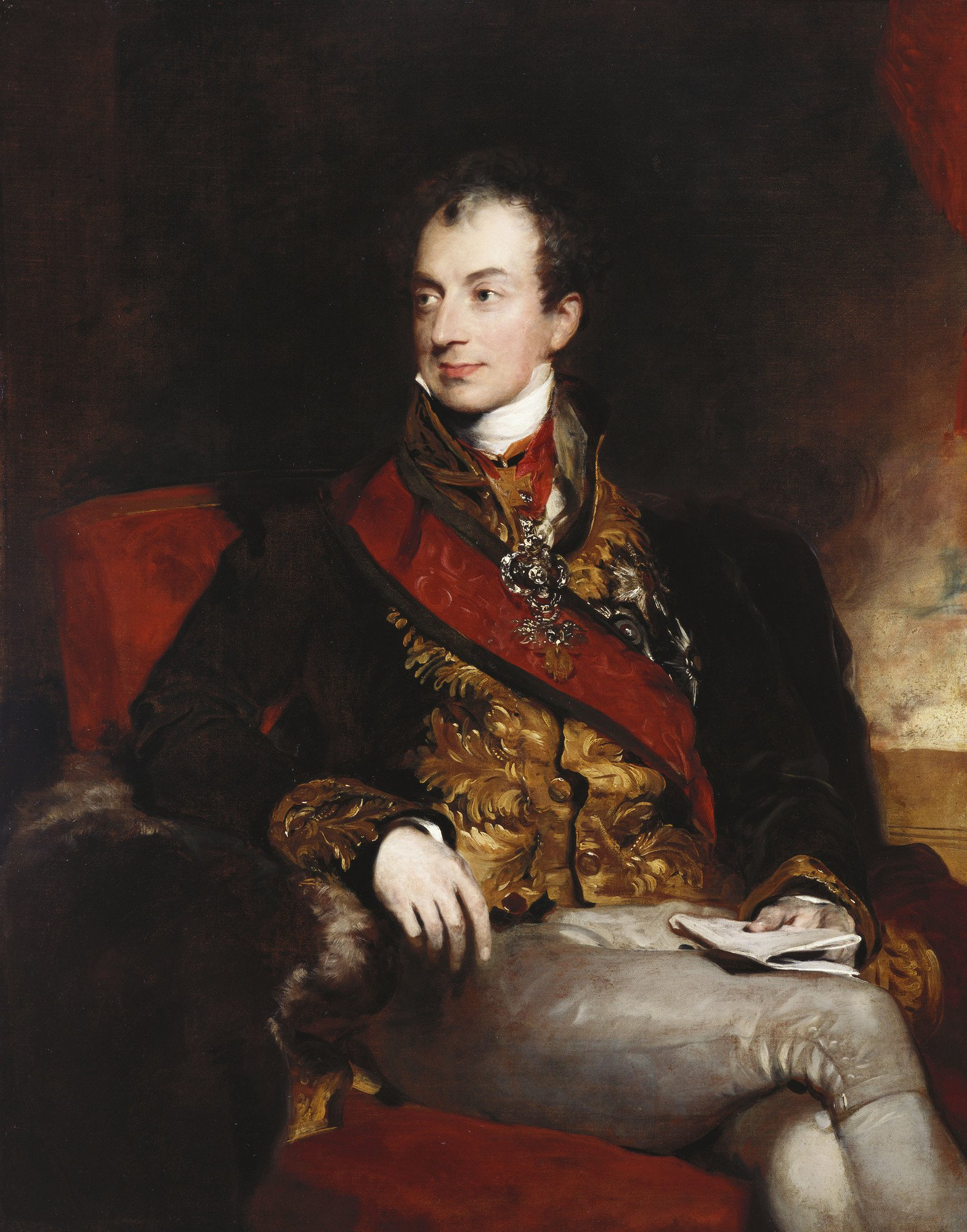
メッテルニヒ侯爵
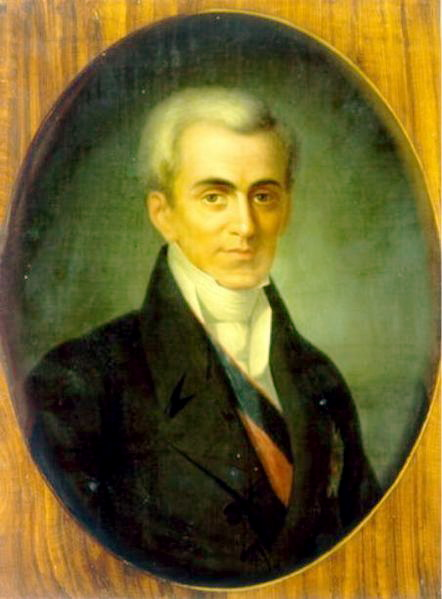
イオアニス・カポディストリアス伯爵
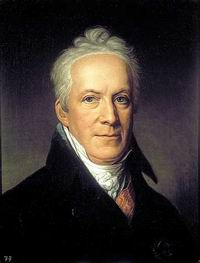
ハルデンベルク侯爵
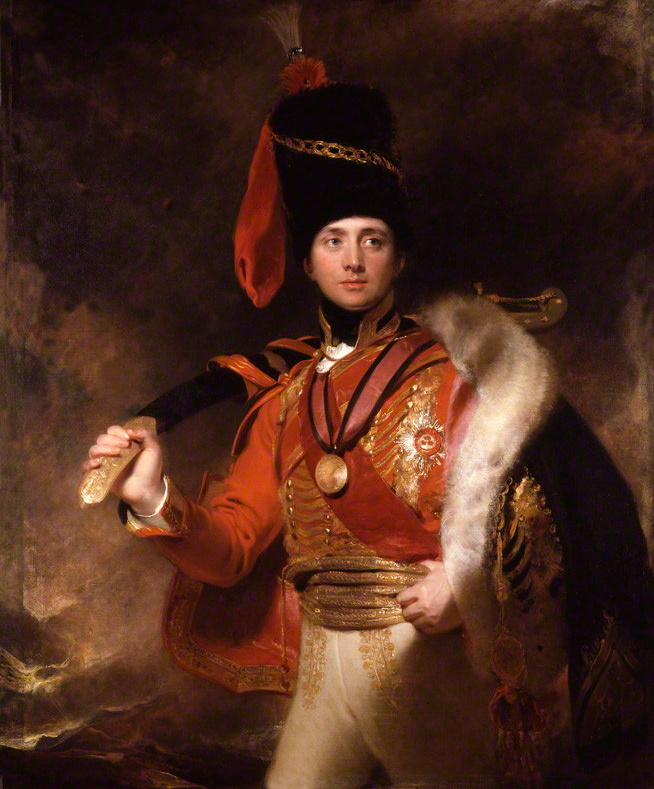
ステュアート卿
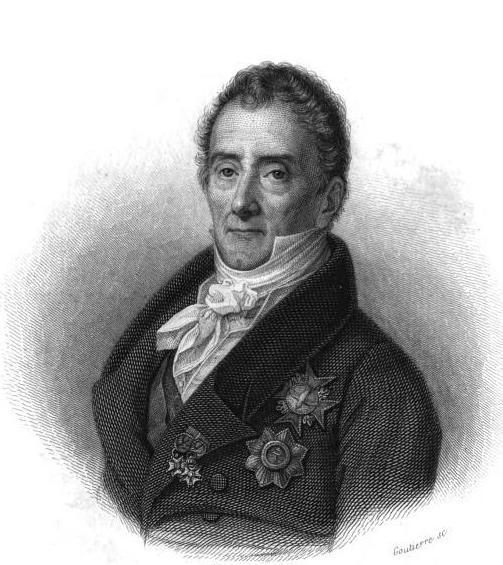
カラマン侯爵